# Canadair CF-5
CF-5 (tên gọi chính thức là CF-116 Freedom Fighter) là một phiên bản máy bay Northrop F-5 Freedom Fighter của Hoa Kỳ được chế tạo theo giấy phép cho Không quân Hoàng gia Canada. CF-5 được nâng cấp định kỳ trong suốt thời gian phục vụ ở Canada. Các đơn vị Canada đã ngừng sử dụng loại máy bay này vào năm 1995, dù những chiếc CF-5 khác vẫn tiếp tục được sử dụng ở một số quốc gia khác cho đến đầu thế kỷ 21.
Không quân Hoàng gia Canada là đơn vị đầu tiên sử dụng CF-5 (nó gần như được gọi tên rộng rãi là CF-5 ngoại trừ trong các tài liệu chính thức thì có tên là CF-116) đến cuối năm 1968. Tổng cộng Canadair đã bán cho các đơn vị vũ trang Canada 89 chiếc một chỗ và 46 chiếc hai chỗ, nhưng nhiều chiếc khác đã được chế tạo cho Hà Lan và Na Uy, một số máy bay dư thừa được bán cho Venezuela.

## Thiết kế và phát triển
Thiết kế ban đầu của Northrop là một máy bay tiêm kích có chi phí thấp, nhu cầu bảo dưỡng ít, F-5 được dự kiến sẽ sử dụng trong không quân các quốc gia có cơ sở vật chất và trình độ chuyên môn kỹ thuật hạn chế trong việc bảo dưỡng máy bay. Đối với Canada là quốc gia có nền công nghiệp hàng không phát triển, việc chọn lựa đối với F-5 đã bị xem như một bước tiến lùi và nhanh chóng bị gọi với cái tên giễu cợt ở RCAF (không quân hoàng gia Canada) là "Tinkertoy" hay "Supersonic Tinkertoy." Chọn lựa ban đầu nhằm mục đích quy định nền tảng về vai trò hỗ trợ chiến thuật ở RCAF, CF-5 cũng được chọn lựa vào lực lượng triển khai nhanh ở vùng phía bắc của khối NATO. Tuy nhiên, vai trò của CF-5 trong hoạt động của RCAF thường xuyên thay đổi và cuối cùng ý nghĩa tiêm kích của nó đã bị giảm nhẹ và nó chủ yếu hoạt động với vai trò tiêm kích tấn công hạng nhẹ, trinh sát vị trí và huấn luyện (nó còn giữ vai trò trong các cuộc triển lãm hàng không).
Phiên bản Canada có vài sự thay đổi để thích hợp hơn với hoạt động trong lực lượng vũ trang của Canada: một hộp số ở hai bên mũi được sử dụng, điều này giúp cho quãng đường cất cánh giảm xuống 20%, một bộ phận tiếp nhiên liệu trên không được lắp vào, hãng Orenda Aerospace đã chế tạo động cơ General Electric J85-15 với lực đẩy 4.300 lbf (19 kN), và một hệ thống dã đường phức tạp hơn được lắp đặt. Phần mũi của CF-5 cũng được thay thế với một thiết kế đặc biệt cho nhiệm vụ trinh sát với 4 camera ở trong. Trong suốt thời gian hoạt động, nó còn được nâng cấp nhiều lần với hệ thống điện tử hàng không và những thiết bị khác nhằm nâng cao các khả năng tác chiến của CF-5.

## Lịch sử hoạt động
Lúc đầu chỉ có hai phi đội 433 và 434 sử dụng CF-5. Dự định ban đầu là ba phi đội, nhưng do ngân sách hạn chế, những máy bay dư thừa đã được cất vào các kho ở căn cứ CFB North Bay và CFB Trenton, sau này những chiếc máy bay này đã được bán cho các quốc gia khác. Phi đội 434 đã được chỉ định cho nhiệm vụ huấn luyện tiêm kích chiến thuật ban đầu để sử dụng CF-104, nhưng vai trò huấn luyện chuyển đổi sử dụng máy bay đã chuyển thành vai trò phản ứng nhanh, sẵn sàng để triển khai tới Châu Âu vào bất kỳ thời điểm nào nếu xảy ra xung đột. Phi đội 434 đã được di chuyển tới căn cứ CFB Bagotville với phi đội 433, và một thời gian ngắn sau đã chuyển tới căn cứ CFB Chatham.
Vai trò huấn luyện được chuyển sang cho phi đội 419 tại căn cứ CFB Cold Lake; phi đội này tiếp tục huấn luyện phi công không giống như huấn luyện không chiến (với giả định Liên Xô sẽ "xâm lược" - các kế hoạch này tương tự như kế hoạch huấn luyện trên F-5E của Không quân Hoa Kỳ, Hải quân Hoa Kỳ và Thủy quân lục chiến Hoa Kỳ), và hoạt động như một máy bay huấn luyện tiêm kích ban đầu cho CF-18 đến khi CF-5 nghỉ hưu vào năm 1995. Mọi chiếc còn lại đều được chuyển vào trong khi tại căn cứ CFB Mountainview. Trong các phi vụ của mình, dù CF-5 có tỷ lệ tai nạn không quá lớn, nhưng nó vẫn bị đặt một biệt danh hài hước khác là "lawndart." Chỉ có vài chiếc được trưng bày trong các bảo tàng máy bay, bao gồm Công viên di sản không quân tại căn cứ CFB Winnipeg và Bảo tàng Worthington tại căn cứ CFB Borden.

## Các phiên bản
- CF-5A: Phiên bản tiêm kích một chỗ cho Không quân Canada, có tên gọi là CF-116A. 89 chiếc.
- CF-5A(R): Phiên bản trinh sát một chỗ cho Không quân Canada. Chế tạo với số lượng nhỏ. Tên gọi khác là CF-116A(R).
- CF-5D: Phiên bản huấn luyện hai chỗ cho Không quân Canada, CF-116D. 46 chiếc.
- NF-5A: Phiên bản tiêm kích một chỗ cho Không quân Hoàng gia Hà Lan. 75 chiếc.
- NF-5B: Phiên bản huấn luyện hai chỗ cho Không quân Hoàng gia Hà. 30 chiếc.
- VF-5A: Phiên bản tiêm kích một chỗ cho Không quân Venezuela.
- VF-5D: Phiên bản huấn luyện hai chỗ cho Không quân Venez.

## Các quốc gia sử dụng

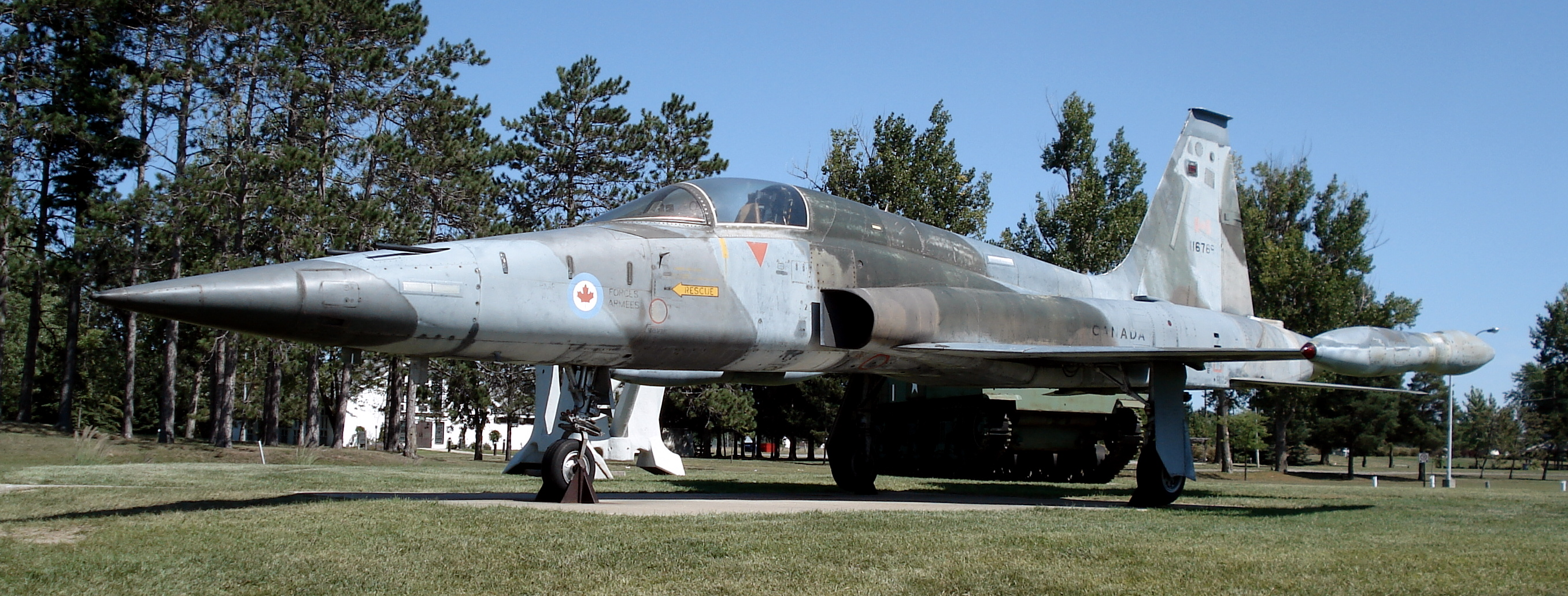
CF-116 Freedom Fighter Không quân Canada, trưng bay tại CFB Borden

Botswana
- Không quân Botswana

 Canada
- Không quân Hoàng gia Canada
  - Phi đội số 419 RCAF
  - Phi đội số 433 RCAF
  - Phi đội số 434 RCAF

 Hy Lạp
- Không quân Hy Lạp

 Hà Lan
- Không quân Hoàng gia Hà Lan
  - Phi đội số 313
  - Phi đội số 314
  - Phi đội số 315
  - Phi đội số 316

 Na Uy
- Không quân Hoàng gia Na Uy

 Thổ Nhĩ Kỳ
- Không quân Thổ Nhĩ Kỳ

 Venezuela
- Không quân Venezuela

## Thông số kỹ thuật (CF-116)

### Đặc điểm riêng
- Phi đoàn: 1-2
- Chiều dài: 47 ft 2 in (14.38 m)
- Sải cánh: 25 ft 10 in (7.87 m)
- Chiều cao: 13 ft 2 in (4.01 m)
- Diện tích cánh: 186 ft² (17.28 m²)
- Trọng lượng rỗng: 8.681 lb (3.938 kg)
- Trọng lượng cất cánh: n/a
- Trọng lượng cất cánh tối đa: 20.390 lb (9.249 kg)
- Động cơ: 2× động cơ phản lực Orenda-built GE J85-15, 2.925 lbf (13.0 kN) và khi đốt nhiên liệu lần hai 4.300 lbf (19.1 kN) đối với mỗi chiếc

### Hiệu suất bay
- Vận tốc cực đại: 1.575 km/h (978 mph [2])
- Tầm bay: 760 nmi (660 mi, 1.400 km)
- Trần bay: 41.000 ft (12.000 m)
- Vận tốc lên cao: 34.400 ft/phút (10.500 m/phút)
- Lực nâng của cánh: n/a
- Lực đẩy/trọng lượng: n/a

### Vũ khí
- 2× pháo 20 mm (0.787 in) Pontiac M39A2, 280 viên đạn mỗi khẩu
- Bom: 7.000 lb (3.200 kg)
  - M129 Leaflet
  - 500 lb (225 kg) Mk-82
  - 2.000 lb (900 kg) Mk-84
  - CBU-24/49/52/58 Cluster
- Tên lửa: AIM-9 Sidewinder

## Nội dung liên quan

### Máy bay có cùng sự phát triển
- Northrop F-5

### Máy bay có tính năng tương đương
- Aeritalia G.91
- Dassault Étendard
- Mikoyan-Gurevich MiG-21

### Trình tự thiết kế
- CH-113 - CT-114 - CC-115 - CF-116 - CC-117 - CH-118 - CO-119

### Danh sách
- Danh sách máy bay tiêm kích
- Danh sách máy bay quân sự của Canada